# Mercury (wyspa)
Wyspa Mercury (ang. Mercury Island) – niewielka, skalista wyspa na Wybrzeżu Diamentowym w Namibii, na Oceanie Atlantyckim. Mimo niewielkich rozmiarów jest ona uznawana przez Bird Life i inne grupy ekologów za jedną z ostoi ptaków. Wyspa jest zarządzana przez Ministerstwo Rybołówstwa i Zasobów Morskich Namibii.

## Położenie
Wyspa Mercury znajduje się 1,5 km od brzegu, w odległości ok. 100 km na północ od Lüderitz. Wyspa ma wymiary 750x270 metrów, a jej najwyższy punkt (Jupiter Peak) wznosi się 35 metrów nad poziomem morza). Ma strome, skaliste wybrzeże, jest pozbawiona roślinności. Jest pokryta grubą warstwą guana ptasiego i posiada siedem jaskiń (jedna z nich całkowicie przecina wyspę). Jej najbliższym sąsiadem jest wyspa Ichaboe, leżąca około 65 km na południe.

## Stacja badawcza ptaków

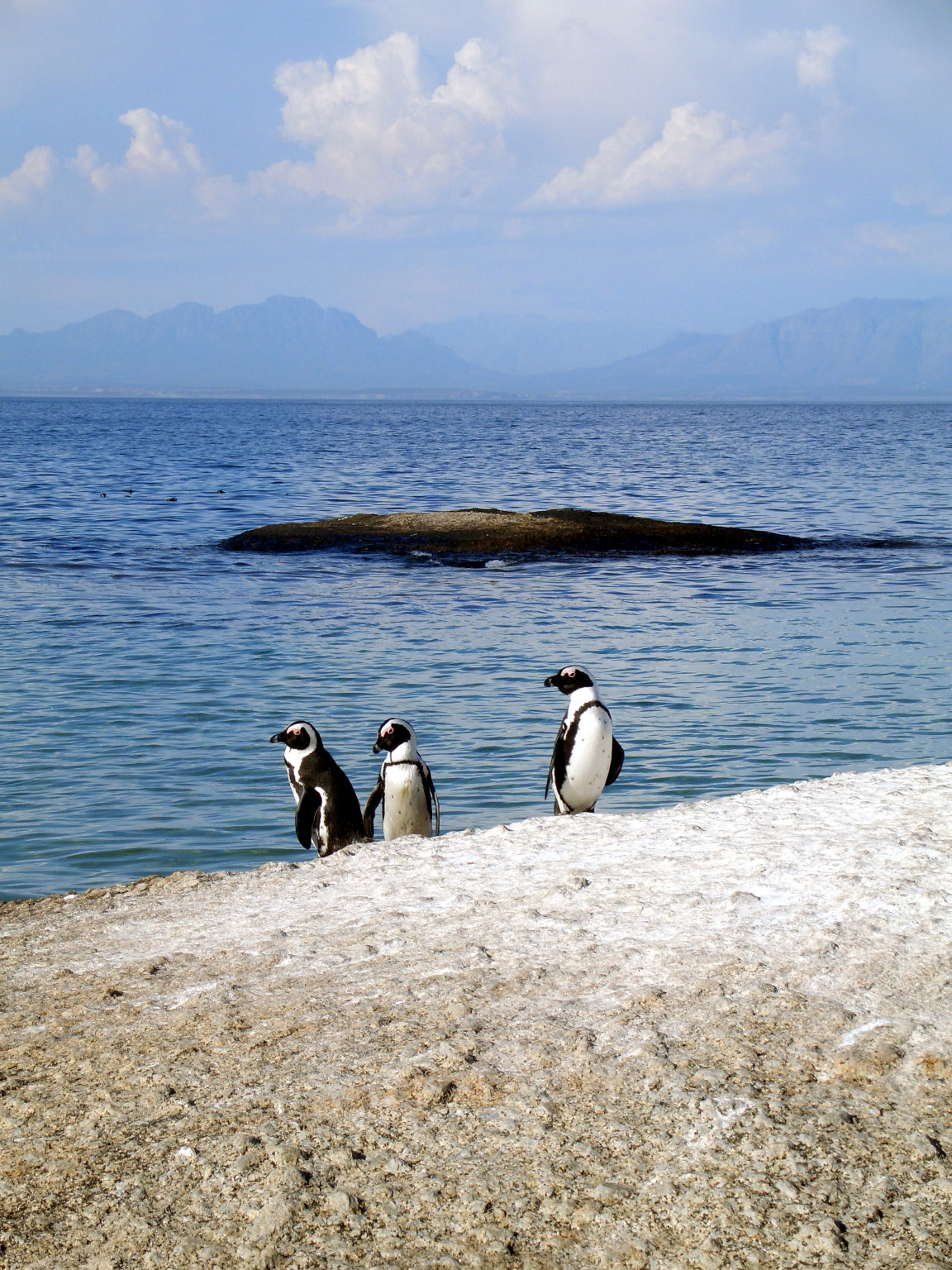
Pingwiny przylądkowe

W związku z tym, że wyspa jest ważnym miejscem lęgowym ptaków, nie jest dostępna do zwiedzania. Na stałe przebywają tam tylko osoby prowadzące stację badawczą ptaków, zbudowaną na betonowych filarach przy północno-wschodnim krańcu wyspy. Od lutego 2001 dom jest zasilany przez baterie słoneczne. Na wyspie są też ruiny starego molo, tarasy i położona na najwyższym wzniesieniu stacja meteorologiczna.

## Przyroda
Mercury jest jedną z dwóch najważniejszych wysp lęgowych ptaków morskich u wybrzeży Namibii. Na 3 ha żyje:
- 16500 pingwinów,
- 1200 głuptaków,
- 5000 kormoranów.

Wraz z wyspami Ichaboe, Halifax i Pasession, tworzy środowisko życia całej populacji namibijskich hodowli głuptaków przylądkowych. Mieszka na niej 96% populacji zagrożonych afrykańskich pingwinów przylądkowych oraz niemal jedna czwarta światowej populacji lęgowej kormoranów koroniastych.

## Incydent lotniczy
22 kwietnia 2010 na wyspie Mercury doszło do incydentu, w którym poważnego uszczerbku doznała awifauna tego obszaru. Na wyspie próbował lądować kenijski śmigłowiec linii lotniczych Tropic Air o numerze identyfikacyjnym 5YBXE, pilotowany przez Bena Simpsona. Na pokładzie znajdował się on, przewodnik Andre Schoeman i trzech turystów. Podczas tej próby podmuch wirnika spowodował zniszczenie ok. stu ptasich gniazd i wrzucenie do morza ok. 600 jaj i piskląt wielu gatunków, w tym kormorana białorzytnego (wyspę zamieszkiwało trzy czwarte jego populacji). Następnie śmigłowiec wylądował na plaży na zatoce w Parku Narodowym Namib-Naukluft w pobliżu wraku Otavi i zaburzył życie kolonii fok.
Rzecznik Namibian Coast Conservation and Management Project Gys Reitz powiedział, że śmigłowiec z turystami zwiedzał pobliski Park Narodowy Namib-Naukluft na nadbrzeżnej pustyni Namib, a próba lądowania była niezgodna z przepisami. Według NACOMA była to „największa katastrofa dla różnorodności biologicznej w przeciągu ostatnich lat”. Po wypadku pilot Simpson powiedział, że nie wiedział, że nie mógł lądować na wyspie.